# Hentziectypus annus
Hentziectypus annus là một loài nhện trong họ Theridiidae.
Loài này thuộc chi Hentziectypus. Hentziectypus annus được Herbert Walter Levi miêu tả năm 1959.